# Hypoplectrus providencianus
Hypoplectrus providencianus је зракоперка из реда Perciformes.

## Угроженост
Ова врста се сматра рањивом у погледу угрожености врсте од изумирања.

## Распрострањење
Ареал врсте је ограничен на једну државу. 
Колумбија је једино познато природно станиште врсте.